# Josefina Peña
Josefina Peña fue una ilustre cancionista y comentarista española que hizo carrera en Argentina.

## Carrera
Se hizo notoriamente popular tanto por su belleza como por su voz. Hizo varias presentaciones en emisoras como Radio Porteña, Radio Nacional y Radio Belgrano.  
Trabajo para la compañía dirigida por Alberto Vacarezza junto con figuras como  Chela Cordero y las hermanas Aurelia Ferrer y Blanca Ferrer, Mary Dalton, Malvina Pastorino, Gregorio Cicarelli, Félix Mutarelli y Juan Bono. En 1933 protagonizado  Sainetes Porteños por Radio Nacional.
Bajo el género del folcklore cautivo a los oyentes durante las décadas del '30 y el '40 con su característica voz por L. R. 3 y L. R 10. 
En 1934 fue tapa de la famosa Revista Sintonía.